# Mandy Herrmann
Mandy Herrmann (* 22. Juni 1964 in Klingenthal/Vogtland) ist eine deutsche Malerin.

## Leben
Mandy Herrmann (auch Mandy Herrmann-Amrouche) wuchs in der Musikstadt Markneukirchen auf.
Bis 1992 absolvierte sie eine Schulausbildung mit Abitur. Ab 1982 lebte sie in Dresden, wo sie am Unterricht der Abendschule der HfBK teilnahm. 1985 begann das Direktstudium der „Freien Kunst“ an der Hochschule für Bildende Künste Dresden. Ihre wichtigsten Lehrer waren dort u. a. Johannes Heisig und Claus Weidensdorfer. 1992 erhielt sie das Diplom und war dann bis 1994 Meisterschülerin bei Claus Weidensdorfer.
1993 gab es eine Präsentation ihrer Arbeiten in der Galerie Nord in Dresden. Von 1994 bis 2000 war sie Mitglied der Künstlerinnengruppe Dresdner Sezession 89. Sie ist Mitglied der VG Bild-Kunst Bonn. 1995–2002 arbeitete sie bei den Staatlichen Kunstsammlungen Dresden. Sie lebt und arbeitet in Radebeul und Dresden.

## Werk
Das Werk von Mandy Herrmann entwickelt sich in Schüben von Werkkomplexen. 2009 setzt eine neue realistische Malerei nach alten Fotos in Grisaillemalerei ein und verspricht einen neuen Anfang. Somit erweisen sich ihre seriellen kleinteiligen Collagen weit mehr als Experimentierfeld für spätere großformatige Gemälde. Sie zeugen aber sogleich von unbändiger Freude am schöpferischen Spiel mit Formen, Texten und Farben. Immer wieder verflicht sie die eigene Geschichte mit den sozialen Erschütterungen der Gegenwart. Das Heitere verbindet sich mit dem tiefen Ernst des täglichen Lebens in einer metaphernreichen Sprache.

## Ausstellungen und Ausstellungsbeteiligungen
- 1990/91 Frühlingssalon der HfBK Dresden
- 1992 Diplomausstellung der HfBK Dresden
- 1992 Junge Kunst. SAAR FERNGAS. Saarbrücken
- 1993 Wandlungen. Galerie Mitte Dresden
- 1998 Arbeiten auf Papier. Leonhardi-Museum Dresden (Katalog)
- 1999 Form-Farbe-Geste. Schloss Augustusburg bei Chemnitz
- 2002 Fragmente. Galerie am Blauen Wunder. Dresden
- 2006 Wellenlänge II. Herzzentrum der Medizinischen Akademie C.G. Carus, Dresden
- 2011 Gestalt und Wirkung einer Landschaft, Stadtgalerie Radebeul
- 2014 Feuer und Seide I. Stadtgalerie Radebeul (Katalog)
- 2014 Morgenlicht. Helmholtzzentrum Dresden Rossendorf
- 2014 Zeitenwende. Rathausgalerie St. Ingbert
- 2017 Wildwechsel. Kunstverein Meißen
- 2020 DEI FUNK WuK. Nichtmuseum zeitgemäßer Kunst (NMZKD). Neumarkt Dresden
- 2021 Support your lokal Artists. FULL_MOON_GALLERY. Dresdner Künstler. Dresden
- 2023 Neue Arbeiten auf Papier. Atelier Bellgart. Radebeul

## Preise, Stipendien
- 1993 Förderpreis der DKV
- 197/98 Arbeitsstipendium des Kulturamtes Dresden

## Kunst im öffentlichen Raum
- Städtische Kunstsammlung Radebeul
- Kunstfonds des Freistaates Sachsen (Staatliche Kunstsammlung Dresden)
- Herzzentrum Dresden
- Sammlung der Sparkassenstiftung Dresden
- Regierungspräsidium Dresden
- Neue Sächsische Galerie Chemnitz
- systematics NETWORK SERVICES GmbH Dresden
- Deutsche Sparkassenversicherung Dresden

## Kataloge
- 1993 Fotomappe zur Ausstellung in der Galerie Nord Dresden. Dresdner Sezession `89
- 1997/98 Katalog zur Ausstellung im Leonhardi-Museum Dresden, u. a. gefördert von der Sparkassenstiftung Dresden
- 2014 Personalkatalog, gefördert von der Stadtgalerie Radebeul